# 眉山市
眉山市（四川话拼音：Mi2shan1；本地发音：[mi21sã55]），简称眉，古称眉州，是中华人民共和国四川省下辖的地级市，位于四川省中部。市境北临成都市，东界资阳市、内江市，南接乐山市，西邻雅安市。地处四川盆地西部，东部为成都平原，西部为低山丘陵区，岷江纵贯市境，青衣江在西部贯穿。全市总面积7,140平方公里，人口300.13万，市人民政府驻东坡区。眉山是北宋文学家苏洵、苏轼、苏辙三父子的故乡，建有三苏祠，为全国重点文物保护单位。

## 名称来由
眉山之名有以下三说：
1. 以峨眉山为名。
2. 城郊有山，分左右两峰，远望如眉，眉山由此而得名。
3. 源于苏东坡，据说有人见他眉如山丘，智冠五洲，觉得他的特征正和天相，便建议县令改名为眉山。

## 历史
秦置武阳县（治今彭山区江口街道），属犍为郡。东汉永初元年（107年）犍为郡移治武阳县。东晋于武阳县侨置江阳县。南朝齐建武三年（496年）置齐通县（治今东坡区），为齐通左郡治。南朝梁于江阳县置江州、江阳郡；改江阳县为犍为县（治今彭山区）；置怀仁县（治今仁寿县），普通年间于怀仁县置怀仁郡。太清二年（548年）于齐通县置青州，改齐通左郡为齐通郡。西魏改犍为县为隆山县。废帝二年（553年）改怀仁县为普宁县。废帝三年（554年）改青州为眉州。北周改眉州为嘉州；于隆山县置隆山郡；废江州、江阳郡。孝闵帝元年（557年）于普宁县置陵州。保定二年（562年）置青神县，并置青神郡。天和二年（567年）置洪雅镇（今洪雅县）。明帝年间置齐乐县，武帝改齐乐县为洪雅县（今丹棱县）。
隋开皇初废齐通郡，改齐通县为广通县；省隆山郡，并江阳县入隆山县；废青神郡，青神县改属嘉州。开皇十三年（593年）改洪雅县为丹棱县，并于洪雅镇另置洪雅县，均属嘉州。开皇十八年（598年）改普宁县为仁寿县。仁寿元年（601年）改广通县为通义县。大业初改嘉州为眉州，寻废；于通义县置眉山郡；改陵州为隆山郡。唐武德元年（618年）改隆山郡为陵州；于洪雅县置犍州。武德二年（619年）于通义县复置眉州。貞觀元年（627年）废犍州，洪雅县改属眉州。贞观八年（634年）青神县移治今址，属眉州。武周先天元年（712年）因避李隆基讳，改隆山县为彭山县，属眉州，以县内彭亡山（今仙女山）得名。北宋太平兴国元年（976年）改通义县为眉山县，仍为西川路眉州治。《元和郡县志》眉州：“因峨眉山为名。”熙宁五年（1072年）改陵州为仙井监。南宋隆兴元年（1163年）改陵州为隆州。
元至元二十年（1283年）省眉山县、丹棱县入眉州；省洪雅县入夹江县；废隆州，仁寿县改属成都路。明洪武九年（1376年）降眉州为眉县，属嘉定州；省彭山县。洪武十年（1377年）省青神县。洪武十三年（1380年）复置眉州，直隶四川省，复置彭山县、丹棱县、青神县。成化十八年（1482年）复置洪雅县，属嘉定州。清康熙元年（1662年）省彭山县入眉州。康熙六年（1667年）省青神县入眉州。雍正五年（1727年）仁寿县改隶资州直隶州。雍正六年（1728年）复置彭山县、青神县。
民国二年（1913年）废州存县，改眉州置眉山县，与彭山、洪雅、丹棱、青神四县属上川南道，次年改建昌道；仁寿县属下川南道，次年改永宁道。1930年废道制。民国二十四年（1935年），除仁寿县属四川省第二行政督察区外，其余各县均属第四行政督察区。
中华人民共和国建立后，1950年置眉山专区，专署驻眉山县，属川西行署区，辖眉山、彭山、青神、夹江、洪雅、丹棱、名山、蒲江、邛崃、大邑10县。1951年新津县划入眉山专区，大邑县划归温江专区。1952年眉山专区由四川省邻导。1953年3月，撤销眉山专区，眉山、彭山、青神、夹江、洪雅、丹棱六县划归乐山专区，名山、蒲江、邛崃、新津四县划归温江专区。1958年仁寿县由内江专区转划乐山专区。1959年彭山、青神二县省入眉山县，1962年复置彭山、青神二县。1968年乐山专区改称乐山地区。1985年5月，乐山地区改设乐山市。1997年8月，析乐山市眉山、彭山、仁寿、青神、洪雅、丹棱、青神六县置眉山地区，专署驻眉山县。2000年6月，撤销眉山地区和眉山县，改设地级眉山市；原眉山县改置东坡区。2014年10月，撤销彭山县，设立彭山区。

## 地理
眉山市位于岷江中游，北邻成都市，南瞰乐山市，东临资阳市，西望雅安市，辖区主要部分位于成都平原，东坡区、彭山区、青神县主要位于成都平原，其余3县则属山地或丘陵地貌。
| 眉山市气象数据（1981年至2010年） | 眉山市气象数据（1981年至2010年） | 眉山市气象数据（1981年至2010年） | 眉山市气象数据（1981年至2010年） | 眉山市气象数据（1981年至2010年） | 眉山市气象数据（1981年至2010年） | 眉山市气象数据（1981年至2010年） | 眉山市气象数据（1981年至2010年） | 眉山市气象数据（1981年至2010年） | 眉山市气象数据（1981年至2010年） | 眉山市气象数据（1981年至2010年） | 眉山市气象数据（1981年至2010年） | 眉山市气象数据（1981年至2010年） | 眉山市气象数据（1981年至2010年） |
| 月份                             | 1月                              | 2月                              | 3月                              | 4月                              | 5月                              | 6月                              | 7月                              | 8月                              | 9月                              | 10月                             | 11月                             | 12月                             | 全年                             |
| -------------------------------- | -------------------------------- | -------------------------------- | -------------------------------- | -------------------------------- | -------------------------------- | -------------------------------- | -------------------------------- | -------------------------------- | -------------------------------- | -------------------------------- | -------------------------------- | -------------------------------- | -------------------------------- |
| 历史最高温 °C（°F）              | 19.2 (66.6)                      | 24.1 (75.4)                      | 32.1 (89.8)                      | 34.3 (93.7)                      | 36.1 (97.0)                      | 36.5 (97.7)                      | 37.7 (99.9)                      | 38.1 (100.6)                     | 36.6 (97.9)                      | 30.7 (87.3)                      | 26.1 (79.0)                      | 18.7 (65.7)                      | 38.1 (100.6)                     |
| 平均高温 °C（°F）                | 10.1 (50.2)                      | 12.5 (54.5)                      | 17.3 (63.1)                      | 22.9 (73.2)                      | 27.2 (81.0)                      | 28.7 (83.7)                      | 30.7 (87.3)                      | 30.3 (86.5)                      | 26.4 (79.5)                      | 21.4 (70.5)                      | 16.8 (62.2)                      | 11.2 (52.2)                      | 21.3 (70.3)                      |
| 日均气温 °C（°F）                | 6.6 (43.9)                       | 8.8 (47.8)                       | 12.8 (55.0)                      | 17.8 (64.0)                      | 22.3 (72.1)                      | 24.4 (75.9)                      | 26.2 (79.2)                      | 25.6 (78.1)                      | 22.5 (72.5)                      | 18.1 (64.6)                      | 13.4 (56.1)                      | 8.1 (46.6)                       | 17.2 (63.0)                      |
| 平均低温 °C（°F）                | 4.1 (39.4)                       | 6.2 (43.2)                       | 9.5 (49.1)                       | 14.0 (57.2)                      | 18.5 (65.3)                      | 21.2 (70.2)                      | 22.9 (73.2)                      | 22.4 (72.3)                      | 19.8 (67.6)                      | 15.8 (60.4)                      | 10.9 (51.6)                      | 5.7 (42.3)                       | 14.3 (57.7)                      |
| 历史最低温 °C（°F）              | −3.3 (26.1)                      | −1.7 (28.9)                      | −0.5 (31.1)                      | 5.5 (41.9)                       | 8.5 (47.3)                       | 14.8 (58.6)                      | 16.7 (62.1)                      | 17.0 (62.6)                      | 13.7 (56.7)                      | 5.3 (41.5)                       | 0.9 (33.6)                       | −3.2 (26.2)                      | −3.3 (26.1)                      |
| 平均降水量 mm（）                | 11.8 (0.46)                      | 16.3 (0.64)                      | 30.2 (1.19)                      | 57.6 (2.27)                      | 87.9 (3.46)                      | 144.0 (5.67)                     | 231.1 (9.10)                     | 255.3 (10.05)                    | 130.4 (5.13)                     | 46.0 (1.81)                      | 20.0 (0.79)                      | 9.0 (0.35)                       | 1,039.6 (40.92)                  |
| 平均相對濕度（％）               | 84                               | 82                               | 78                               | 77                               | 74                               | 80                               | 83                               | 84                               | 83                               | 84                               | 83                               | 84                               | 81                               |
| 来源：中国气象数据网             |                                  |                                  |                                  |                                  |                                  |                                  |                                  |                                  |                                  |                                  |                                  |                                  |                                  |

## 政治

### 现任领导
| 机构     | · 中国共产党 · 眉山市委员会 | 眉山市人民代表大会 常务委员会 | 眉山市人民政府     | · 中国人民政治协商会议 · 眉山市委员会 |
| 职务     | 书记                        | 主任                          | 市长               | 主席                                  |
| -------- | --------------------------- | ----------------------------- | ------------------ | ------------------------------------- |
| 姓名     | 黄河                        | 刘先伟                        | 王斌达             | 黄剑东                                |
| 民族     | 土家族                      | 汉族                          | 汉族               | 汉族                                  |
| 籍贯     | 重庆市酉阳县                | 四川省成都市双流区            | 浙江省杭州市       | 江苏省常州市武进区                    |
| 出生日期 | 1967年3月（58歲）           | 1966年10月（58歲）            | 1979年11月（45歲） | 1965年5月（60歲）                     |
| 就任日期 | 2024年9月                   | 2023年2月                     | 2024年11月         | 2021年11月                            |

### 历任领导
| 市委书记 - 李吉荣（2000年12月－2001年12月） - 晏永和（2001年12月－2003年8月） - 余斌（2003年9月－2005年7月） - 蒋仁富（2005年7月－2011年8月） - 李静（2011年8月－2017年6月） - 慕新海（2017年7月－2021年7月） - 胡元坤（2021年7月－2024年9月） - 黄河（2024年9月－） | 市长 - 余斌（2000年12月－2003年9月） - 崔保华（2003年10月－2006年6月） - 李静（2006年6月－2011年10月） - 宋朝华（2011年11月－2016年2月） - 罗佳明（2016年3月－2020年1月） - 胡元坤（2020年1月－2021年7月） - 黄河（2021年7月－2024年11月） - 王斌达（2024年11月－） |

### 行政区划
眉山市下辖2个市辖区、4个县。
- 市辖区：东坡区、彭山区
- 县：仁寿县、洪雅县、丹棱县、青神县

## 人口
根据2020年第七次全国人口普查，全市常住人口为2,955,219人。同第六次全国人口普查的2,950,545人相比，十年共增加了4,674人，增长0.16%，年平均增长率为0.02%。其中，男性人口为1,477,604人，占总人口的50%；女性人口为1,477,615人，占总人口的50%。总人口性别比（以女性为100）为100。0－14岁的人口为414,057人，占总人口的14.01%；15－59岁的人口为1,810,388人，占总人口的61.26%；60岁及以上的人口为730,774人，占总人口的24.73%，其中65岁及以上的人口为591,500人，占总人口的20.02%。居住在城镇的人口为1,481,605人，占总人口的50.14%；居住在乡村的人口为1,473,614人，占总人口的49.86%。

### 民族
全市常住人口中，汉族人口为2,928,733人，占99.1%；各少数民族人口为26,486人，占0.9%。与2010年第六次全国人口普查相比，汉族人口减少9,306人，下降0.32%，占总人口比例下降0.47个百分点；各少数民族人口增加13,980人，增长111.79%，占总人口比例增加0.47个百分点。

## 交通
成昆铁路、成贵客运专线、 成乐高速公路、 103省道、 106省道、 213国道、 351国道穿境而过。市政府所在地为东坡区，距离成都双流国际机场约80公里。成贵客运专线已于2014年12月20日通车，市区有眉山东站办理客运业务。

## 旅游
著名景点有：
- 三苏祠
- 瓦屋山
- 黑龙滩
- 中岩寺
- 槽渔滩
- 仙女山
- 彭祖山
- 中国诗书城

### 全国重点文物保护单位
- 江口崖墓（含江渎崖墓）
- 瑞峰崖墓群
- 眉山報恩寺
- 三苏祠
- 双堡牌坊
- 牛角寨石窟
- 丹棱白塔
- 甘泉寺
- 郑山、刘嘴摩崖造像
- 能仁寺摩崖造像
- 中岩寺摩崖造像
- 冒水村摩崖造像
- 曾家园